# Adulthood
Adulthood – brytyjski dramat kryminalny z 2008 roku. Film jest kontynuacją Kidulthood z 2006 roku. Film wyreżyserował i scenariusz do niego napisał Noel Clarke, który zagrał również główną rolę.

## Fabuła
Od śmierci Trifa (Aml Ameen) minęło 6 lat. Sam (Noel Clarke) właśnie wyszedł z więzienia i musi się zmierzyć ze swoją przeszłością. Odwiedzając kolejnych znajomych z czasów szkoły stara się zbliżyć do Jaya (Adam Deacon). Żądny zemsty Jay marzy tylko o pomszczeniu przyjaciela zgodnie z regułą „oko za oko”.

## Obsada
- Noel Clarke jako Sam
- Adam Deacon jako Jay
- Scarlett Alice Johnson jako Alexa „Lexi” (kuzynka Becky)
- Femi Oyeniran jako Robert „Moony"
- Red Madrell jako Alisa
- Jacob Anderson jako Omen (młodszy brat Sama)
- Ben Drew jako Dabs
- Cornell John jako Curtis (wujek Trifa)
- Will Johnson jako „Big"
- Madeleine Fairley jako Claire
- Danny Dyer jako Hayden

## Nagrody
- Screen Nation
  - Honorary Production Award 2009

- AFTA Awards
  - Orange Rising Star Award 2009: (Noel Clarke) Winner